# Tomiño
Tomiño è un comune spagnolo di 11 371 abitanti situato nella comunità autonoma della Galizia.

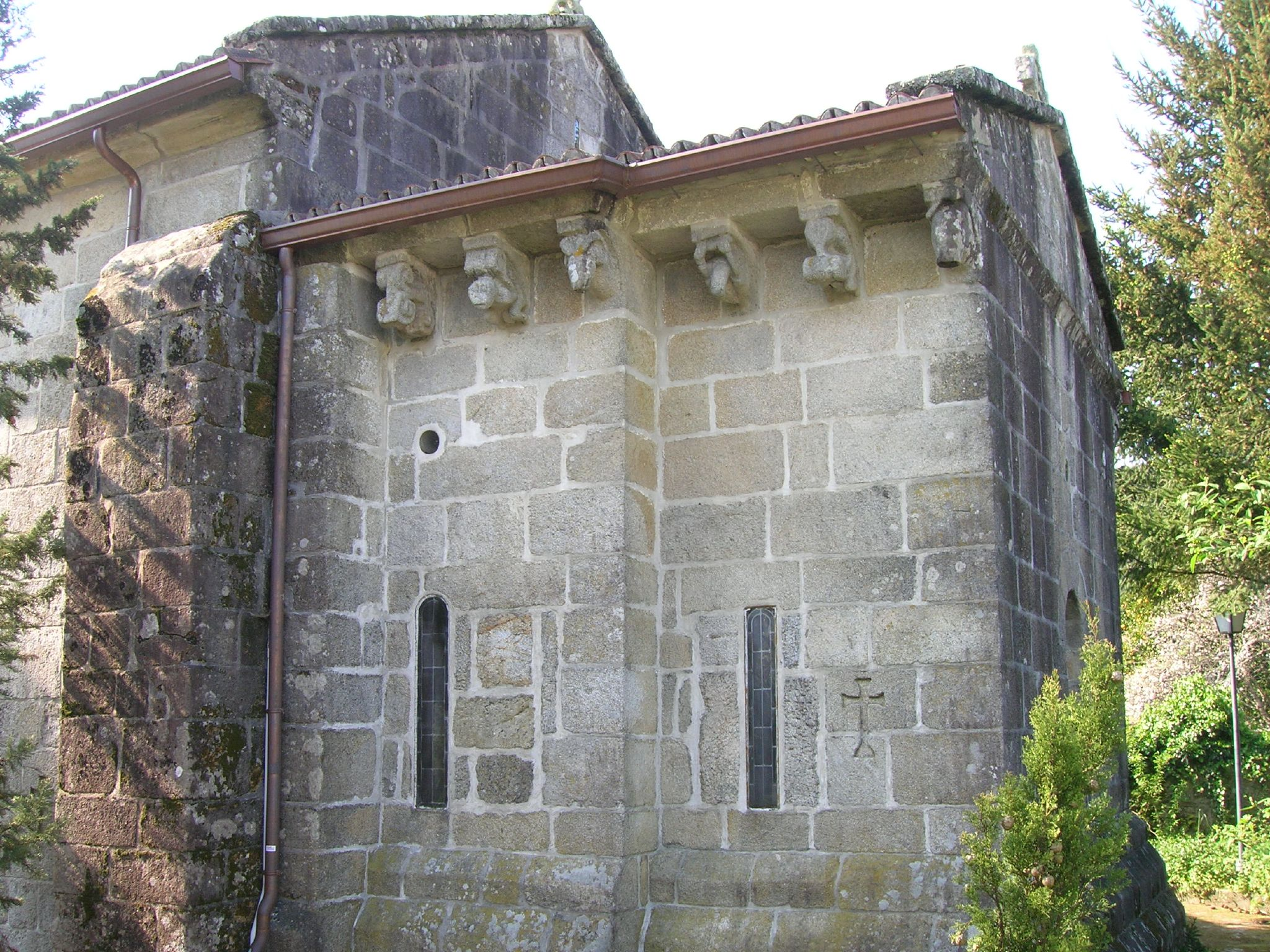
Chiesa di San Vicente de Barrantes